# Medetera excisa
Medetera excisa är en tvåvingeart som beskrevs av Octave Parent 1914. Medetera excisa ingår i släktet Medetera och familjen styltflugor. Inga underarter finns listade i Catalogue of Life.